# Schweizamerikaner
Schweizamerikaner (Swiss Americans) sind Amerikaner mit schweizerischer Herkunft, inklusive jenen, deren Vorfahren Schweizerdeutsch, Schweizer Französisch, Schweizer Italienisch und Rätoromanisch sprachen.

## Geschichte
Der erste bekannte Schweizer auf dem Gebiet, was man heute als die Vereinigten Staaten kennt, war Theobald (Diebold) von Erlach (1541–1565). Die Geschichte der Kirche der Amish begann mit einer Spaltung zwischen Täufern aus der Schweiz und dem Elsass, angeführt von Jakob Ammann aus Erlenbach im Simmental.
Im späten 18. und frühen 19. Jahrhundert wanderten zahlreiche Bauern aus der Schweiz nach Russland oder in die USA aus.
Vor 1820 lebten geschätzte 25'000 bis 30'000 Schweizer in Britisch-Nordamerika. Viele von ihnen liessen sich im heutigen Pennsylvania bzw. North und South Carolina. Bis 1860 wanderten noch einmal soviele Schweizer ein; diese liessen sich hauptsächlich in Ohio, Indiana, Illinois und Wisconsin nieder. 50'000 weitere kamen zwischen 1860 und 1880 dazu, rund 82.000 zwischen 1881 und 1890 und noch einmal geschätzte 90.000 während den nächsten drei Jahrzehnten.
Schweizer Siedlungen wie bspw. Highland (Illinois), New Glarus (Wisconsin), Gruetli (Tennessee) wuchsen rasch, da viele Schweizer ländliche Siedlungen im Mittleren Westen und entlang der Pazifikküste bevorzugen, wo im Speziellen Leute aus der italienischen Schweiz Weinberge in Kalifornien errichteten, oder sich auch in (Industrie-)Städten wie New York City, Philadelphia, Pittsburgh, Chicago, St. Louis oder San Francisco niederliessen. Da sich Lebensweise und politische Institutionen in der Schweiz und den USA nur geringfügig unterscheiden, war es für die meisten Schweizer kein Problem, in der neuen Heimat Fuss zu fassen.
Die Schweizer Einwanderungen nahmen nach 1930 wegen der Great Depression und des Zweiten Weltkrieges ab. Bis 1960 erreichten 23'700 Schweizer die USA, zwischen 1961 und 1990 noch einmal 29'100.

## Schweizamerikaner nach Bevölkerung
|     | Stadt          | Bundesstaat | Anzahl |
| --- | -------------- | ----------- | ------ |
| 1.  | New York       | New York    | 8108   |
| 2.  | Los Angeles    | Kalifornien | 6169   |
| 3.  | San Diego      | Kalifornien | 4349   |
| 4.  | Portland       | Oregon      | 4102   |
| 5.  | Madison        | Wisconsin   | 3898   |
| 6.  | Phoenix        | Arizona     | 3460   |
| 7.  | Seattle        | Washington  | 3446   |
| 8.  | San Francisco  | Kalifornien | 3381   |
| 9.  | Chicago        | Illinois    | 3008   |
| 10. | San Jose       | Kalifornien | 2661   |
| 11. | Columbus       | Ohio        | 2640   |
| 12. | Monroe         | Wisconsin   | 2582   |
| 13. | Houston        | Texas       | 2226   |
| 14. | Salt Lake City | Utah        | 2105   |
| 15. | Indianapolis   | Indiana     | 1939   |